# Zygorhynchus japonicus
Zygorhynchus japonicus är en svampart som beskrevs av Komin. 1914. Zygorhynchus japonicus ingår i släktet Zygorhynchus och familjen Mucoraceae.   Inga underarter finns listade i Catalogue of Life.